# Экспедиция Тысячи
Экспедиция Тысячи (итал. Spedizione dei Mille) — военная кампания революционного генерала Джузеппе Гарибальди, а затем и регулярных сардинских войск в 1860—1861 годах. Гарибальди с отрядом волонтёров, высадившись на Сицилии, а затем на юге Апеннинского полуострова, нанёс ряд поражений Королевству обеих Сицилий, в результате чего его территория была аннексирована Сардинским королевством и вошла в состав объединённого Королевства Италия.

## Предпосылки

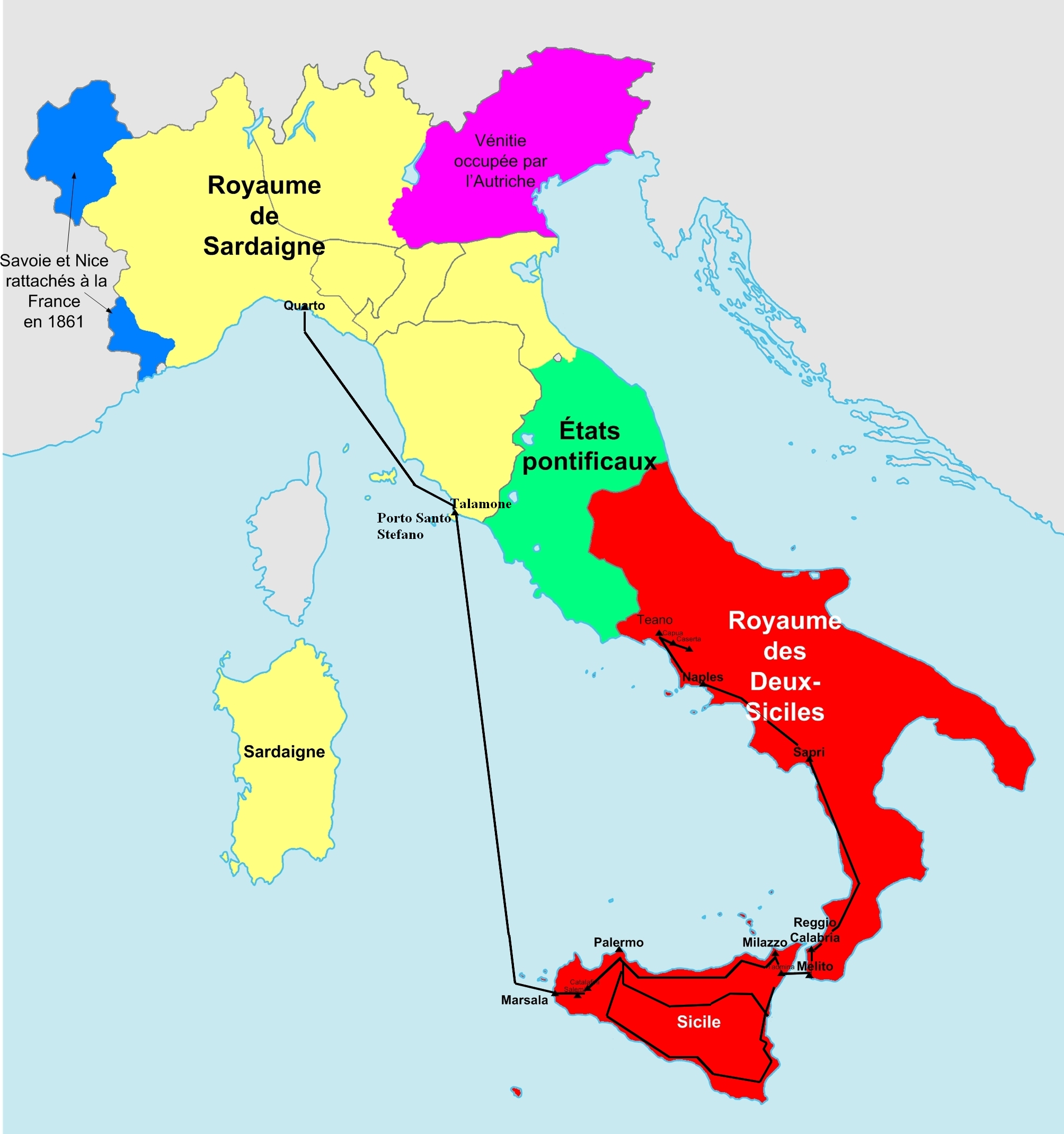
Маршрут «тысячи»

Экспедиция была частью кампании по объединению Италии, вдохновляемой председателем Совета министров Сардинского королевства Камилло Кавуром. С августа 1859 по март 1860 годов Сардинское королевство присоединило, по итогам плебисцитов, к своей территории Объединённые провинции Центральной Италии. По условиям Цюрихского мирного договора с Австрийской империей к Сардинскому королевству переходила Ломбардия.
Следующим этапом объединительной кампании должно было стать завоевание Королевства Обеих Сицилий, занимавшего южную часть Апеннинского полуострова и остров Сицилия.

## Высадка и боевые действия на Сицилии

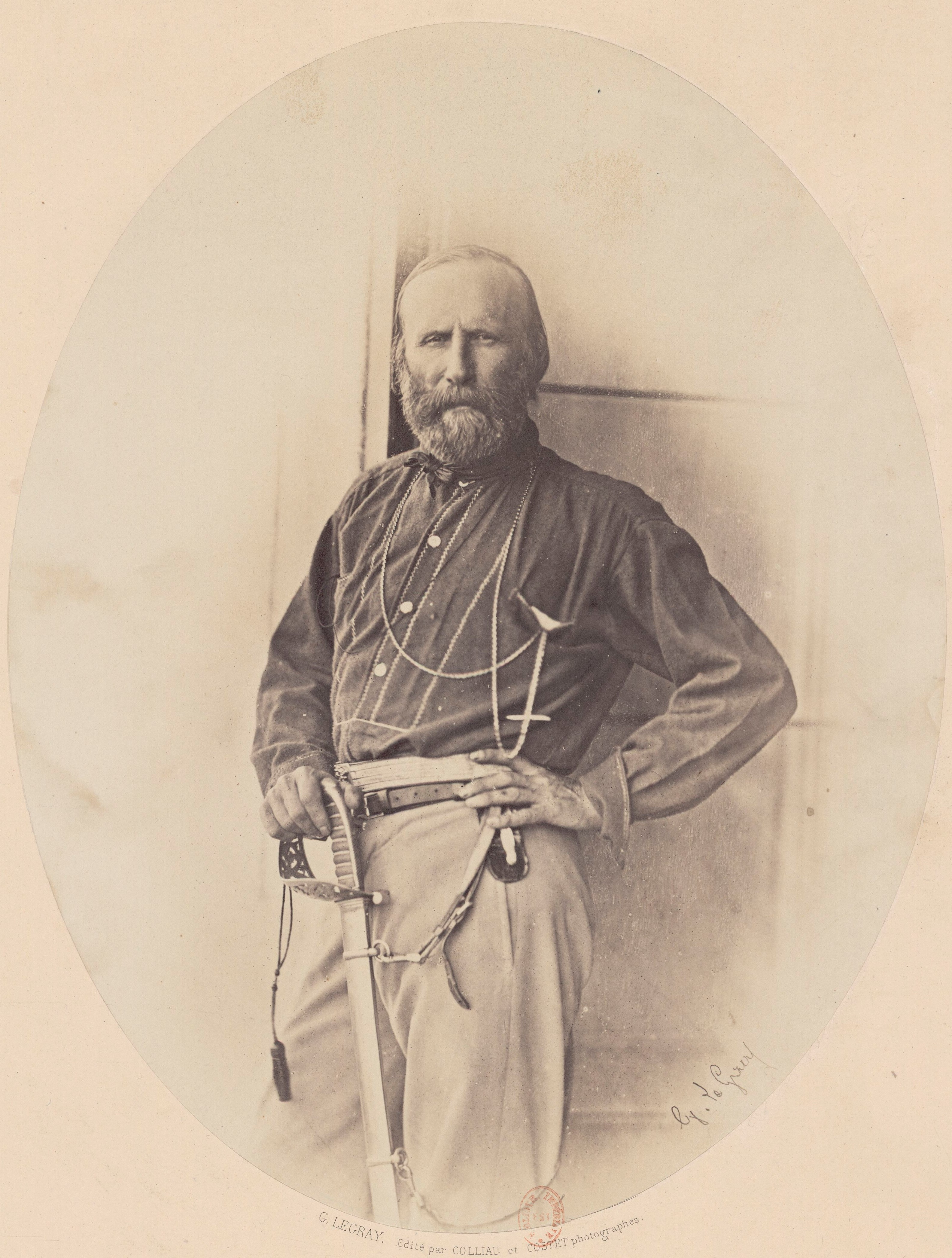
Гарибальди в 1860 году в Палермо

3 апреля 1860 года в районе столицы Сицилии Палермо вспыхнуло восстание, которое начало распространяться на другие районы Сицилии, а затем и на остальную территорию Королевства обеих Сицилий. Гарибальди и его волонтёры захватили в генуэзском порту пароходы «Пьемонт» и «Ломбардия», и в ночь с 5 на 6 мая направились, для помощи восставшим, к берегам Сицилии. Чтобы не дать обвинить себя в неподчинении власти, Гарибальди выступал от имени сардинского короля Виктора Эммануила II и под флагом Сардинского королевства, фраза «Италия и Виктор Эммануил» стала лозунгом волонтёров. Председатель Совета министров Кавур, в ответ на запрос британского правительства, так сформулировал свою позицию в отношении похода Гарибальди:
Правительство короля сожалеет об этом предприятии: оно не может ему помешать, но и не помогает ему; оно не может также с ним бороться.
11 мая Гарибальди, заручившись поддержкой влиятельных сицилийцев, оппозиционно настроенных к королю Обеих Сицилий Франциску II, в частности Франческо Криспи, и британского флота, с отрядом добровольцев численностью 1089 человек высадился в порту Марсала, на западе Сицилии. К нему начали примыкать местные повстанцы.

15 мая «тысяча», численность которой увеличилась до 1,5 тысячи человек, при Калатафими встретилась с 3-тысячным неаполитанским отрядом генерала Франческо Ланди. Во время сражения Гарибальди произнёс знаменитую фразу:
Здесь мы создаём Италию или умираем.
Исход сражения был неопределённым, потери сторон были приблизительно равны: 32 убитых и 174 раненых у Гарибальди, 36 убитых и 150 раненных у Ланди. Но после сражения моральный дух неаполитанских войск, и до того невысокий, резко упал, а у гарибальдийцев, наоборот, возрос, поскольку они показали себя решительными и храбрыми солдатами, способными на равных сражаться с регулярными частями противника. Авторитет Гарибальди среди сицилийцев резко увеличился, что привело к постоянному притоку в его отряд местных повстанцев. Вскоре численность отряда революционеров выросла до 1,2 тысячи человек.
Вести о высадке Гарибальди и бое при Калатафими быстро распространялись по острову. Восстание разгоралось. 16 мая в Партинико, в районе Палермо, в ходе стихийного столкновения с частями правительственных войск, восставшие убили 40 солдат и неизвестное число гражданских лиц, подозреваемых в сочувствии королю.

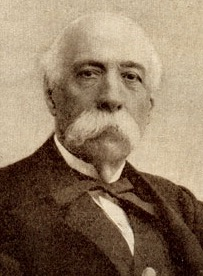
Франческо Криспи

27 мая Гарибальди осадил Палермо. Хотя гарнизон города во много раз превышал численность его отряда, участие на стороне Гарибальди народных масс и освобождённых из тюрем заключенных вынудило неаполитанские войска 30 мая сложить оружие. Победа гарибальдийцев, одержанная над многократно превосходящими силами противника, была настолько невероятной, что ходили слухи о подкупе командования гарнизона британцами. Гарибальди объявил о низложении Франциска II и провозгласил себя диктатором Сицилии.
После сдачи Палермо неаполитанские войска отступили в восточную часть острова, под их контролем оставались лишь Сиракузы, Аугуста, Милаццо и Мессина. 17—24 июля Гарибальди с 6 тысячами волонтёров разбил в сражении при Милаццо 4-тысячный отряд полковника Фердинандо Беневентано дель Боско. 27 июля Мессина, за исключением Королевской цитадели, была очищена от неаполитанских войск. 1 августа под контроль восставших перешли Сиракузы и Аугуста. Гарибальди, войска которого насчитывали около 20 тысяч человек, овладел всем островом.
В руках Гарибальди оказалось собственное государство, в котором он пытался провести ряд преобразований: освободил политических заключённых, организовывал школы и приюты, раздал часть государственных земель крестьянам. Но частная собственность, в том числе собственность дворян и церкви, оставалась в неприкосновенности, что вызывало вспышки недовольства в среде сицилийского крестьянства и городских низов. В частности, 2 августа в городе Бронте начались беспорядки, входе которых было убито 16 человек из числа дворян, офицеров, интеллигенции и священнослужителей. На подавление волнений Гарибальди отправил своего соратника Нино Биксио. 10 августа Биксио восстановил в Бронте порядок, приказав расстрелять пятерых участников беспорядков.

Несмотря на то, что Гарибальди продолжал действовать от имени Виктора Эманнуила II, он не спешил передавать Сицилию Сардинскому королевству. У него возникли разногласия с представителем Кавура Джузеппе Ла Фарина, присланным на Сицилию с целью подготовки присоединения острова к Сардинскому королевству. В июле Ла Фарина покинул Сицилию. Ему на смену Кавур направил Агостино Депретиса, которого 20 июля Гарибальди назначил вице-диктатором. Однако в сентябре Депретис, из-за разногласий с Франческо Криспи, также покинул Сицилию. Своё нежелание присоединять Сицилию к Сардинскому королевству Гарибальди объяснял так:
Провозглашение единого Итальянского государства и Виктора Эммануила его королём не должно произойти раньше, чем борющийся народ Италии от самой Сицилии не дойдет до Рима, будущей итальянской столицы... немедленное же присоединение южных земель означало бы отделение одной части Италии от другой... Мы хотим видеть Италию единой, а Виктора Эммануила её королём!

## Боевые действия на Апеннинском полуострове

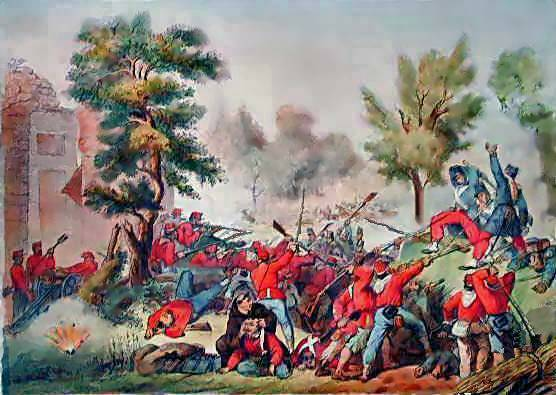
Сражение при Вольтурно

19 августа под прикрытием сардинского флота Гарибальди высадился в порту Мелито в Калабрии. 21 августа он с боем взял портовый город Реджо-ди-Калабрия и обеспечил своим войскам контроль над Мессинским проливом, что позволило перебросить дополнительные подкрепления с Сицилии с целью наступления на столицу Бурбонов Неаполь.
Оставив свои войска в Салерно, Гарибальди 7 сентября в сопровождении только нескольких офицеров своего штаба прибыл в Неаполь, откуда накануне бежал в Капую король Франциск II. В фортах ещё стоял гарнизон в 8 тысяч человек, но всякая мысль о сопротивлении была оставлена. Гарибальди въехал в Неаполь, под восторженные приветствия горожан.
26 сентября — 2 октября Гарибальди разгромил превосходящую по численности армию генерала Джиозу Риттуччи в битве у реки Вольтурно.
16 октября неаполитанские войска при Петторано нанесли поражение отряду волонтёров во главе с полковником Франческо Нулло. Но этот успех не изменил общий ход боевых действий.

## Окончание боевых действий
Гарибальди собирался, после окончательного разгрома войск Франциска II, идти на Рим. Но Кавур и Виктор Эммануил II считали, что поход Гарибальди в Папскую область и взятие им Рима могут осложнить международное положение Сардинского королевства, вызвав недовольство французского императора Наполеона III, под особой защитой которого находился папа римский Пий IX.
В направлении Неаполя была отправлена регулярная сардинская армия под командованием Виктора Эммануила II и генерала Энрико Чальдини. 18 сентября Чальдини нанёс поражение папским войскам генерала Кристофа Жюшо де Ламорисьера при Кастельфидардо. 24 сентября сардинский корпус генерала Манфредо Фанти осадили Анкону, где после поражения укрылся генерал Жюшо де Ламорисьер, ранее, 18 сентября, блокированную сардинским флотом вице-адмирала Карло Персано. Уже 29 сентября Анкона капитулировала. Войска Сардинского королевства заняли восточную часть Папской области — Марку и Умбрию, тем самым объединив север и юг Италии. Под властью папы остался только Лаций — небольшая территория в районе Рима. Вступив на территорию Королевства обеих Сицилий, Чальдини 17 октября нанёс поражение неаполитанскому генералу Луиджи Скотти Дугласу у перевала Макероне в районе города Изерния.
21 октября в Королевстве обеих Сицилий, на территориях находящихся под контролем Гарибальди, были проведены плебисциты, по результатам которых Королевство обеих Сицилий становилось частью Сардинского королевства.
26 октября в Кампании, в районе города Теано состоялась встреча Гарибальди и Виктора Эммануила II. Лидер волонтёров сложил с себя диктаторские полномочия и объявил о передаче власти в Южной Италии сардинскому королю.
29 октября Виктор Эммануил II и генерал Чальдини нанесли поражение Франциску II в битве на реке Гарильяно. 2 ноября капитулировала Капуя. Франциск II бежал в Гаэту. 7 ноября Виктор Эммануил II, в сопровождении Гарибальди, въехал в Неаполь. 9 ноября Гарибальди выехал в своё поместье на острове Капрера.
4 ноября, по итогам плебисцитов, в состав Сардинского королевства официально вошли Марка и Умбрия.
5 ноября генерал Чальдини осадил Гаэту, блокированную с моря вице-адмиралом Персано, которая капитулировала 13 февраля 1861 года. После капитуляции Франциск II и его супруга Мария София Баварская выехали в Рим. На юге Апеннинского полуострова продолжал сопротивляться сардинским войскам только гарнизон Чивителла-дель-Тронто, осаждённый ещё 26 октября прошлого года. 12 марта Чальдини принял капитуляцию гарнизона Королевской цитадели в Мессине. 17 марта Сардинское королевство переименовано в Королевство Италия. 20 марта капитулировал гарнизон Чивителла-дель-Тронто. Активные боевые действия завершились. Но до 1870 года на юге Италии продолжались вооружённые столкновения королевских войск с восставшими крестьянами, сторонниками Франциска II и уголовными бандами.

## Известные участники
- Джузеппе Чезаре Абба — в дальнейшем стал писателем, описавшим Экспедицию в хронике «От Куарто до Вольтурно: заметки одного из Тысячи»
- Кармине Крокко — волонтёр армии Гарибальди, в дальнейшем стал бандитом, собрал отряд из 2 тысяч человек и начал боевые действия против сардинцев под знаменем Королевства Обеих Сицилий и короля Франциска II.
- Лайош Тюкёри — венгерский военачальник, командовал авангардом отряда гарибальдийцев, который 27 мая 1860 г. атаковал Палермо.

## В кино
- «1860. Тысяча Гарибальди» — режиссёр Алессандро Блазетти (Италия, 1934)
- «В тени славы»[итал.] — режиссёр Пино Мерканти[итал.] (Италия, 1945)
- «Леопард» — режиссёр Лучино Висконти (Италия, 1960)
- «Да здравствует Италия!» — режиссёр Роберто Росселини (Италия, Франция, 1961)
- «Бронте: хроника резни, о которой не расскажут учебники истории»[итал.] — режиссёр Флорестано Ванчини (Италия, 1972)
- «Бандиты» — режиссёр Паскуале Скуитьери[итал.] (Италия, 1999)
- «Великая тысяча»[итал.] — режиссёр Стефано Реали[итал.] (Италия, 2006)
- «Мы верили»[итал.] — режиссёр Марио Мартоне (Италия, 2010)
- «Ослепление» — режиссёр Роберто Андо (Италия, 2025)